# Bis(trimetilsilil)amida de sódio
A bis(trimetilsilil)amida de sódio é o composto químico com a fórmula ((CH3)3Si)2NNa. Esta espécie, geralmente chamada NaHMDS (hexametilsililazida de sódio) é uma base muito forte, usada para reações de [desprotonação]] ou reações catalisadas por bases. Suas vantagens são que é disponível como um sólido, e é solúvel em uma ampla variedade de solventes não polares, em virtude de seus grupos TMS lipofílicos.
A NaHMDS é destruída rapidamente pela água para formar hidróxido de sódio e bis(trimetilsilil)amina.

## Estrutura
É comum que os reagentes organometálicos polares sejam representados como íons, quando de fato essas espécies raramente são iônicas. A estrutura mostrada na figura é uma melhor representação - o átomo de sódio é ligado ao átomo de nitrogênio por meio de uma ligação covalente polar.

## Aplicações em síntese
A NaHMDS é amplamente utilizado como base para ácidos C-H. Algumas reações típicas são:
- Desprotonar cetonas e ésteres para gerar derivados enolatos.
- Gerar halocarbenos tais como CHBr e CHI por deidroalogenação do CH2X2 (X = Br, I). Estes reativos carbenos se adicionam aos alquenos para produzir ciclopropanos substituídos.
- Gerar reativos de Wittig por meio da desprotonação das sais de fosfônio.
- Desprotonar cianoidrinas.

A NaHMDS  também é usado como uma base para ácidos N-H.
A NaHMDS  reage con halogenetos de alquilo para produzir derivados aminas:
(CH3)3Si)2NNa  +  RBr  →  (CH3)3Si)2NR  +  NaBr
(CH3)3Si)2NR  +  H2O  →  (CH3)3Si)2O  +  RNH2
Este método tem sido estendido à aminometilação pelo reativo (CH3)3Si)2NCH2OMe, que contém um grupo metóxi lábil.
- Para desprotonar precursores que dão origem a carbenos estáveis.